# Klaas-rézkakukk
A Klaas-rézkakukk (Chrysococcyx klaas) a madarak osztályának kakukkalakúak (Cuculiformes) rendjébe, ezen belül a kakukkfélék (Cuculidae) családjába tartozó faj.

## Rendszerezése
A fajt James Francis Stephens angol ornitológus írta le 1815-ben, a Cuculus nembe Cuculus Klaas néven.

## Alfajai
- Chrysococcyx xanthorhynchus amethystinus (Vigors, 1831)
- Chrysococcyx xanthorhynchus xanthorhynchus (Horsfield, 1821)[2]

## Előfordulása
Afrika nagy részén Angola, Benin, Bissau-Guinea, Botswana, Burkina Faso, Burundi, Csád, a Dél-afrikai Köztársaság, Dél-Szudán, Jemen, Elefántcsontpart, Egyenlítői-Guinea, Eritrea, Etiópia, Gabon, Gambia, Ghána, Guinea, Kamerun, Kenya, a Kongói Köztársaság, a Kongói Demokratikus Köztársaság, a Közép-afrikai Köztársaság, Libéria, Malawi, Mali, Mauritánia, Mozambik, Namíbia, Nigéria, Ruanda, São Tomé és Príncipe, Szaúd-Arábia, Szenegál, Sierra Leone, Szomália, Szudán, Szváziföld, Tanzánia, Togo, Uganda, Zambia és Zimbabwe területén honos.
A természetes élőhelye szubtrópusi és trópusi síkvidéki esőerdők, szavannák és cserjések. Vonuló faj.

## Megjelenése
Testhossza 18 centiméter, testtömege 26 gramm.
|  |  |

## Életmódja
Rovarokkal, főleg hernyókkal táplálkozik.

## Természetvédelmi helyzete
Az elterjedési területe rendkívül nagy, egyedszáma pedig stabil. A Természetvédelmi Világszövetség Vörös listáján nem fenyegetett fajként szerepel.

## Külső hivatkozások
- Képek az interneten a fajról
- Xeno-canto.org - a faj hangja és elterjedési területe